# 漢科科柳山
18°55′56″S 68°48′38″W / 18.93222°S 68.81056°W
漢科科柳山（Janq'u Qullu），是玻利維亞的山峰，位於該國西部奧魯羅省梅希约内斯县，處於拉拉姆普卡拉山和泰皮科柳山東南面，屬於安第斯山脈中玻利維亞西部山脈的一部分，海拔高度4,822米。